# Andor Kovács
Andor Kovács (* 4. Juni 1929 in Budapest; † 11. Juli 1989 ebenda) war ein ungarischer Jazzmusiker (Gitarre, auch Gesang, Komposition).
Kovács bekam ab dem Alter von 6 Jahren Geigenunterricht, sein Lehrer war Tivadar Országh. Mit 15 Jahren wechselte er zur Gitarre, inspiriert durch die Musik von Django Reinhardt, die er im Radio gehört hatte. Bereits mit 16 Jahren war er in verschiedenen Jazz- und Tanzorchestern tätig, u. a. unter der Leitung von Filu, von Trompeter György Kelényi und von Altsaxophonist György Víg. Von 1950 bis 1962 war er Mitglied des Quintetts von Lajos Martiny, das bei Konzerten und Jazzfestivals in der UdSSR, der DDR und in Westdeutschland auftrat. Seit 1957 machte er Aufnahmen unter eigenem Namen für Qualiton und Hungaroton; mit seinem eigenen Quartett trat er 1966 in Polen auf. 1983 wurde er zusammen mit Csaba Deseő Leiter der Gruppe Hot Club Budapest, mit der er in Ungarn und einigen europäischen Ländern tourte. Als Solist ist er auf Deseős Album Blue String (1983, Krém 17823) und seinem eigenen Album Nuages (1985, Krém 17910) zu hören. Kovács war auch als Lehrer tätig; zu seinen Schülern gehörte Gábor Szabó.

## Lexikalischer Eintrag
- Géza Gábor Simon, Rainer E. Lotz: Kovács, Andor in: Barry Kernfeld (Hrsg.): New Grove Dictionary of Jazz 2002 (Oxford Music Online)